# 預知
預知（英語：Precognition），是一種超感官知覺，讓「感知者」能「感知」到（而不是由已有的知識推理出）未來會發生的事。又稱特異功能。
有個相關的詞叫「預感」，是指一種人心中關於未來事件的資訊。這種資訊比較接近感覺而非知識。有些人認為這些都算是透視的特例。
就像所有的超能力現象一樣，科學界內對此現象有很多爭議。甚至超心理學界內也有。對於此現象是否存在，以及驗證類似現象的實驗是否有效等等都有爭議。
對於已發生的過去，已成為唯一的歷史。但未來可能有無限的可能性，因此任何預知的行為都無法達到100%的準確性，只能感覺到有可能發生的其中一種，且還受到觀測者立場的影響，無人可及全貌。

## 虛構作品例子
美国电影，【预见未来】
- 美國DC漫畫超級英雄火星獵人擁有預知的能力。
- 美国电视剧中艾錫曼狄斯的超能力。
- 美國影集【天才魔女】中，女主角瑞瑞天生就擁有預知超能力（右眼）
- 美國电影死神來了系列，每集主角都會突然進入某種「預知幻象」，並且預見包括自己在內所有人死於事故。
- 日本美少女遊戲、動畫To Heart中姬川琴音的不良預知。
- 日本動畫強襲魔女中，艾拉·伊爾瑪塔·尤蒂萊南的固有魔法。
- 日本動畫FAIRY TAIL魔導少年艾克希特（貓族）中的女王。
- 日本動漫文豪野犬中，織田作擁有預知5到6秒後未來的異能力。
- 日本輕小說魔法戰爭中，主角七瀨武最初獲得的迴避魔法，可以憑直覺預知未來以迴避危險。
- 日本輕小說平凡職業造就世界最強中，其中一名女主角希雅·郝里亞為天職「占術師」的兔耳亞人，可以使用獨有能力「未來視」。

## 延伸閱讀
- Robert Todd Carroll（英语：Robert Todd Carroll）. (2013). "Precognition and Second Sight" （页面存档备份，存于）. The Skeptic's Dictionary（英语：The Skeptic's Dictionary）.
- Frazier, Kendrick. . Skeptical Inquirer（英语：Skeptical Inquirer）. 2013, 37: 5–6  [2017-03-19]. （原始内容存档于2017-12-23）.
- Chris French（英语：Chris French）. (2012). "Precognition Studies and the Curse of the Failed Replications" （页面存档备份，存于）. The Guardian.
- Nicolas Gauvrit. (2011). "Precognition or Pathological Science? An Analysis of Daryl Bem’s Controversial Feeling the Future Paper" （页面存档备份，存于）. The Skeptics Society.
- Thomas Gilovich（英语：Thomas Gilovich）. (1993). How We Know What Isn't So: Fallibility of Human Reason in Everyday Life. Free Press. ISBN 978-0-02-911706-4
- Terence Hines（英语：Terence Hines）. (2003). Pseudoscience and the Paranormal. Prometheus Books. ISBN 1-57392-979-4
- David Marks（英语：David Marks (psychologist)）. (2000). The Psychology of the Psychic（英语：The Psychology of the Psychic） (2nd Edition). Prometheus Books. ISBN 1-57392-798-8
- Robert Novella. (2000). "The Power of Coincidence: Some Notes on "Psychic" Predictions" （页面存档备份，存于）. Quackwatch（英语：Quackwatch）.
- Stephanie Pappas. (2012). "Controversial Psychic Ability Claim Doesn't Hold Up in New Experiments" （页面存档备份，存于）. LiveScience（英语：LiveScience）.
- Richard Wiseman（英语：Richard Wiseman）. (2011). Paranormality: Why We See What Isn't There. Macmillan. ISBN 978-0-230-75298-6